# 양산 광천사 묘법연화경 권4~7
양산 광천사 묘법연화경 권4~7(梁山 光天寺 妙法蓮華經卷四~七)은 대한민국 경상남도 양산시 하북면 백록리, 광청사에 있는 불경이다.
2013년 5월 2일 경상남도의 유형문화재 제534호 양산 광천사 소장 묘법연화경(권4~7)로 지정되었다가, 2018년 12월 20일 현재의 명칭으로 변경되었다.

## 개요
'양산 광천사 묘법연화경(妙法蓮華經)'은 1443년(세종25) 전라도 화암사(花岩寺)에서 간행된 것으로 조선시대 명필가인 성달생(成達生, 1377~1444)의 발문이 포함돼 있다. 발문과 더불어 간행시기와 간행처가 분명하여 조선전기 불서 판본연구에 귀중한 자료가 된다.

## 참고 문헌
- 양산 광천사 묘법연화경 권4~7 - 국가유산청 국가유산포털